# Time Air
Time Air, s.r.o. je česká charterová letecká společnost provozující flotilu business jetů poskytující aerotaxi a další služby v oblasti privátní letecké přepravy na evropském trhu. Společnost byla založena 3. září 2001 a má certifikaci k provozování obchodní letecké dopravy a je držitelem osvědčení leteckého provozovatele. Podílí se také na prodeji letounů a provozuje stroje privátních vlastníků. V roce 2021 firma provozovala devět letadel Nextant 400XTi v kategorii „light jet“ a jeden Challenger 300 z kategorie super midsize. Letadla společnosti pokrývají oblast od Islandu po Dubai a od Kapverdských ostrovů po severní Norsko. V roce 2021 nalétaly více než 5,5 tisíce hodin, což představuje asi 4 miliony kilometrů. Společnost se tak v segmentu lehkých privátních jetů zařadila mezi pět největších firem v Evropě.[zdroj?]

## Služby
Time Air poskytuje následující služby:
- Privátní obchodní chartery
- Aerotaxi
- Asistence při nákupu letadel
- Zprostředkování nákupu letadel
- Kompletní zajištění provozu letadel
- Letecká přeprava zboží v případě logisticky naléhavých situací
- Soukromé lety za rekreací

Nejčastěji využívanou službou jsou soukromé charterové lety. Na každém letu pracuje přibližně 12 lidí, ať se jedná o administrativu, technické pracovníky, handling nebo posádku. Firma při zadávání zakázek nejvíce spolupracuje s evropskými brokerskými domy, a to Private Fly, Air Charter Service, Air Partner Lunajets, Victor atd. U všech těchto brokerských domů patří Time Air k prvním třem největším dodavatelům v segmentu „light jets“ a mezi prvních pět dodavatelů celkově. Zakázky z České republiky tvoří asi 10 % celkového obratu.[zdroj?]

## Flotila
Time Air provozuje v roce 2021 době flotilu 9 letounů Nextant Aerospace 400XTi a jeden letoun Bombardier Challenger 300. Nejčastěji využívaná jsou letadla Nextant 400 XTi. Jedná se o letadlo amerického výrobce Nextant Aerospace, které má mnoho nej: poskytuje to nejlepší v kategorii light jets, má prostornou kabinu, plochou podlahu a nejdelší dolet ve své kategorii. Flotila devíti letounů Nextant, kterou firma provozuje, je největší svého druhu mimo území Spojených států amerických. Letoun Bombardier Challenger 300 se stal součástí firemní flotily v roce 2021. Jedná se o letadlo kategorie mid-size jet poskytující prostor až pro 8 cestujících, vyznačující se jedinečným designem a pohodlím.[zdroj?]

## Růst firmy
Firma Time Air stabilně zaznamenává nárůst zájmu o svoje služby. Zatímco za celý rok 2020 letadla Time Air nalétala celkem 3 490 hodin, v roce 2021 to bylo více než 5 600 hodin – to je více než šedesátiprocentní meziroční nárůst.[zdroj?]

## Zaměstnanci
Firma v roce 2021 zaměstnávala více než 80 zaměstnanců v následujících odděleních: finance, Sales, technické oddělení, Ground Operations, Flight Operations a Management. Věkový průměr zaměstnanců je 29,6 let. Firma se začátkem roku 2022 zapojila do projektu Welcome to the Jungle, kde prezentuje svoji aktuální nabídku volných pracovních míst.[zdroj?]

## Letecké nehody

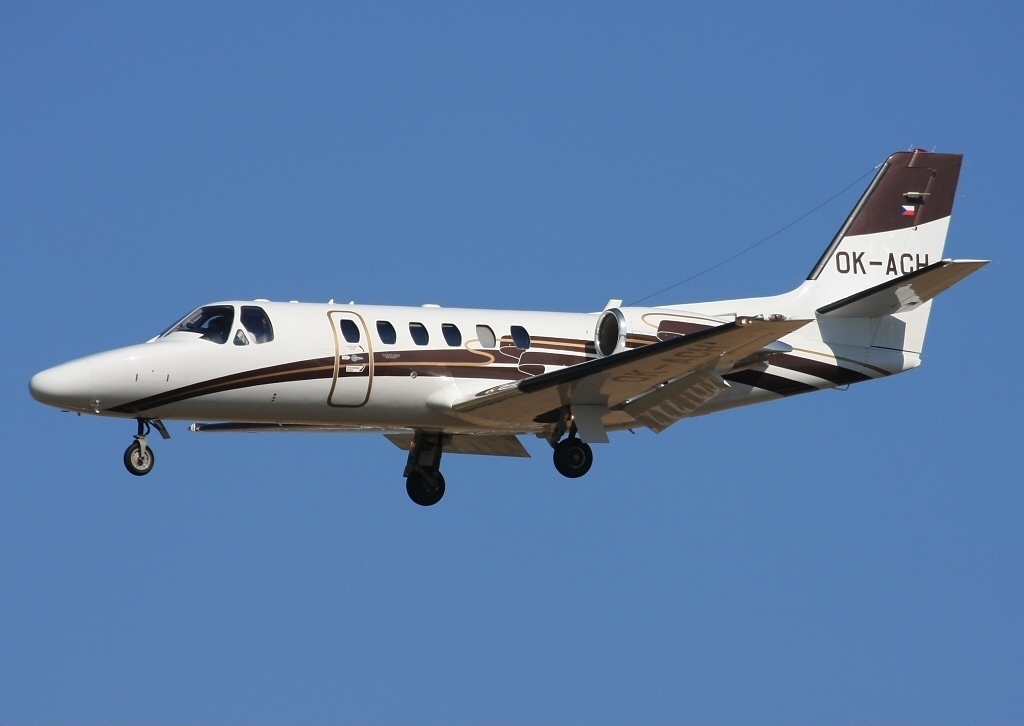
Letadlo, které havarovalo v únoru 2010, na palubě zemřeli 2 piloti (Cessna 550B Citation Bravo, OK-ACH)

- V 20:20 14. února 2010 narazil v Německu do hory Großer Zschirnstein (Saské Švýcarsko)[5] 4,5 km od obce Reinhardtsdorf-Schöna poblíž českých hranic český letoun Cessna 550B Citation Bravo (OK-ACH, vyroben 2005)[6] při letu pro zákazníky z Prahy/Ruzyně na švédské Letiště Karlstad.[7] Na palubě byl slovenský pilot a česká pilotka, ani jeden z nich nepřežil. V březnu 2010 německé úřady (BFU) zveřejnily první výsledky vyšetřování havárie, zapříčinil jí akrobatický kousek pilotů – chtěli provést horizontální výkrut.[8] Time Air měla tento stroj pronajatý od německé leasingové společnosti.[7]